# George Jacob Abbott
George Jacob Abbott (* 23. Juni 1892 in Alston, Boston, Massachusetts, Vereinigte Staaten; † 1. September 1961 in Elmira, New York, Vereinigte Staaten) war ein US-amerikanischer Musikpädagoge, Kapellmeister und Komponist.

## Leben
George Jacob Abbott wuchs in Boston auf und erhielt dort seine erste Schulbildung. Danach studierte er am New England Conservatory, der Boston University und der Columbia University. Seine Karriere als Lehrer startete er 1913 als music supervisor der Rural Schools von Cape Cod in Massachusetts. Von 1916 bis 1920 übte er diese Funktion in den Public Schools von Chelsea in Massachusetts aus. 1918 wurde er Musiklehrer an einer Public School in Dennis in Massachusetts. 1920 wurde er Musikdirektor in Schenectady im Bundesstaat New York und blieb in dieser Funktion bis 1927. In Schenectady wurde er Kapellmeister der General Electric Company Band. In der Saison 1924/25 gab er mit der Band neunundsechzig Noon-Time-Concerts  [Mittagskonzerte]. 1925 wurde er zum Präsident der Eastern Music Supervisors Conference gewählt. 1927 kam er als Musikdirektor nach Elmira. Er entwickelte musikalische Konzepte für die musikalische Ausbildung in allen Altersstufen. Er gab Sommerkurse am Wellesley College, entwickelte einen Kurs für Musik an öffentlichen Schulen am Elmira College und war stellvertretender Direktor am Musikinstitut des Penn State College der Penn State University. Im Mai 1960 wurde er wegen seines schlechten Gesundheitszustands in den Ruhestand versetzt, nachdem er dreiunddreißig Jahre das Musikprogramm der öffentlichen Schulen in Elmira geleitet hatte. Nach mehreren Klinikaufenthalten verstarb er am 1. September 1961 um 7.40 Uhr Ortszeit im Arnot-Ogden Hospital in Elmira.
Seine Eltern waren der Salesman Walter Cummings Abbott (1864–1931) und Charlotte Abby Gibson (1861–1912). Am 20. September 1916 heiratete er in Providence Mary Esther Haynes (1895–1920). Nach deren Tod 1920 heiratete 1929 ein zweites Mal, nämlich Agnes I. 'Nan' McCulley (1890–1982). Sein Bruder war Corporal Edmund Benton Abbott (1897–1918). Abbott war seit 1928 Rotarier.

## Werke (Auswahl)

### Instrumentalmusik
- Trompetters three für drei B♭-Trompeten oder Kornette mit Klavierbegleitung, publiziert bei Bryn Mawr und T. Presser Co. 1956  OCLC 5780183
- Elmira. Concert, March für Blasorchester, komponiert 1953, publiziert bei Carl Fischer 1957 OCLC 457065165 Das Werk wurde für die Sampson Air Force Band, die U. S. Army Field Band und die U. S. Navy Band komponiert.[1]
- Aviation Cadets, March[5]

### Vokalmusik
Abbott komponierte diverse Kantaten und  Chorsätze für gemischte Stimmen.
- My True Love Hath my Heart, Song. Text: Philip Sidney. publiziert 1952 bei C. C. Birchard & Co.[6]
- America for me, Cantata. Text: Henry van Dyke. Aufgeführt in Elmira am 24. April 1956[7] Abbott komponierte das Werk 1955.[8]

Er  war Mitherausgeber von The Ditson chorus book for high school and choral societies, publiziert bei Oliver Ditson, Boston, 1925 OCLC 890491576

### Lehrwerke und musiktheoretische Schriften
- Abbott schrieb ein Manual über Instrumentalmusik in öffentlichen Schulen.[1]
- Er schrieb Artikel für diverse musikalische Fachzeitschriften.[1]
  - Think it Over[9]
  - Music Appreciation in the Elementary Schools[10]